# شانكو (تشيلي)
شانكو (بالإسبانية: Chanco, Chile) هي بلدية تقع في تشيلي في Cauquenes Province. يقدر عدد سكانها بـ 9,003 نسمة ومساحتها 529.5 كم2 وترتفع عن سطح البحر 513 متر.